# Corriente de hielo Rutford

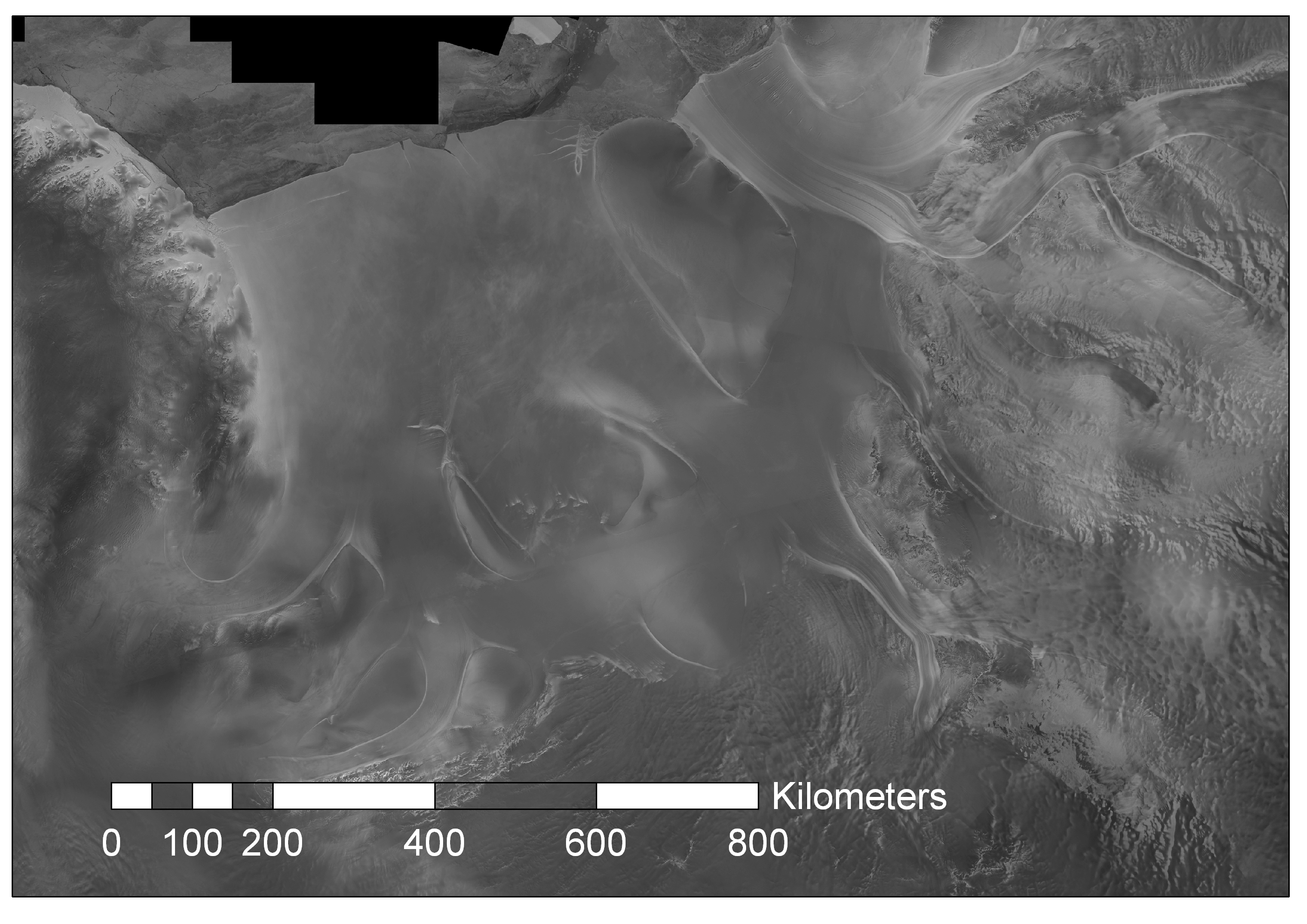
Imagen de las corrientes de hielo capturadas por el satélite Radarsat. Muestra como la corriente Rutford fluye hacia la Barrera de hielo Filchner-Ronne.

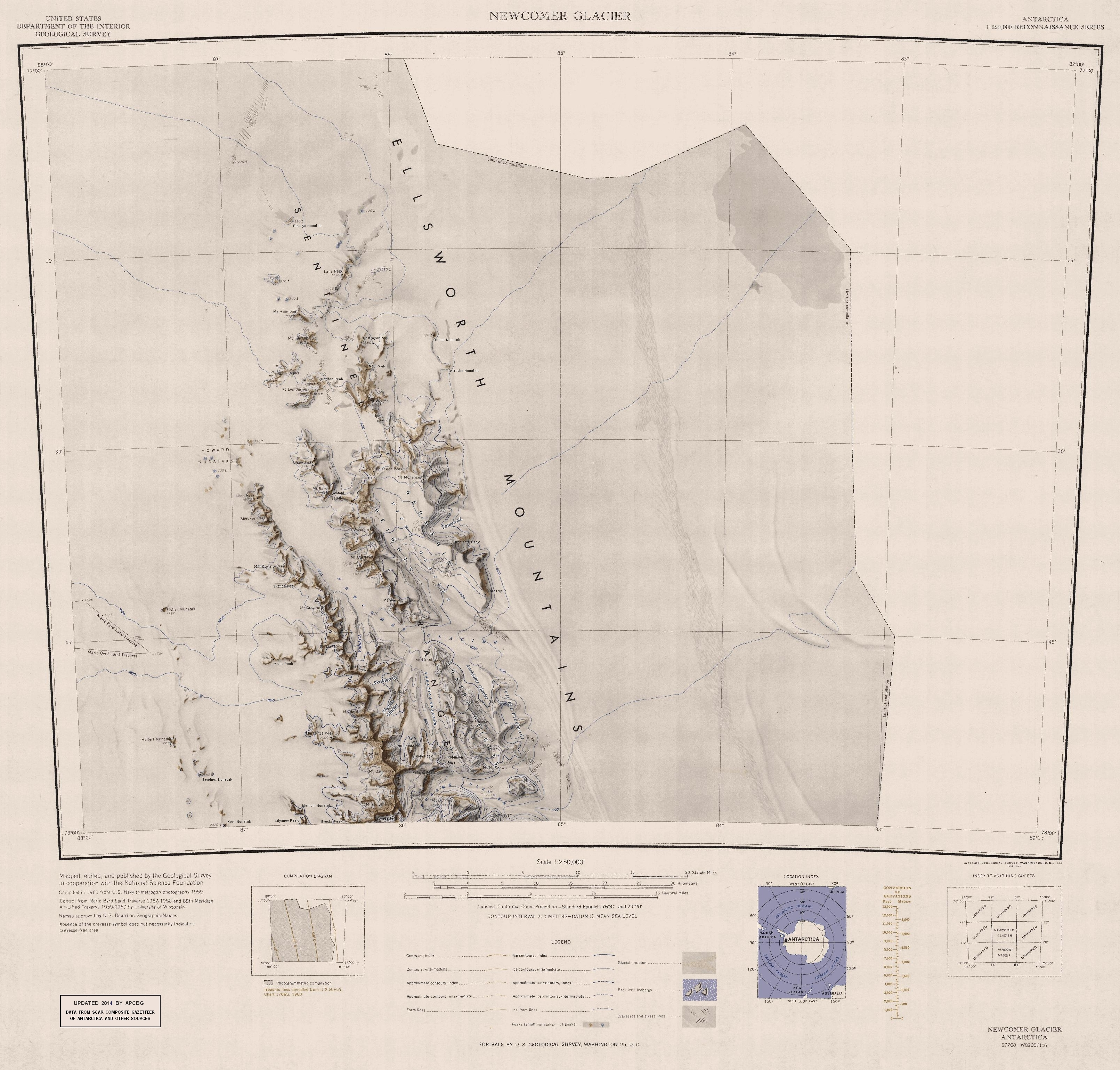
Mapa de la cordillera Sentinel al norte y de la corriente de hielo de Rutford.

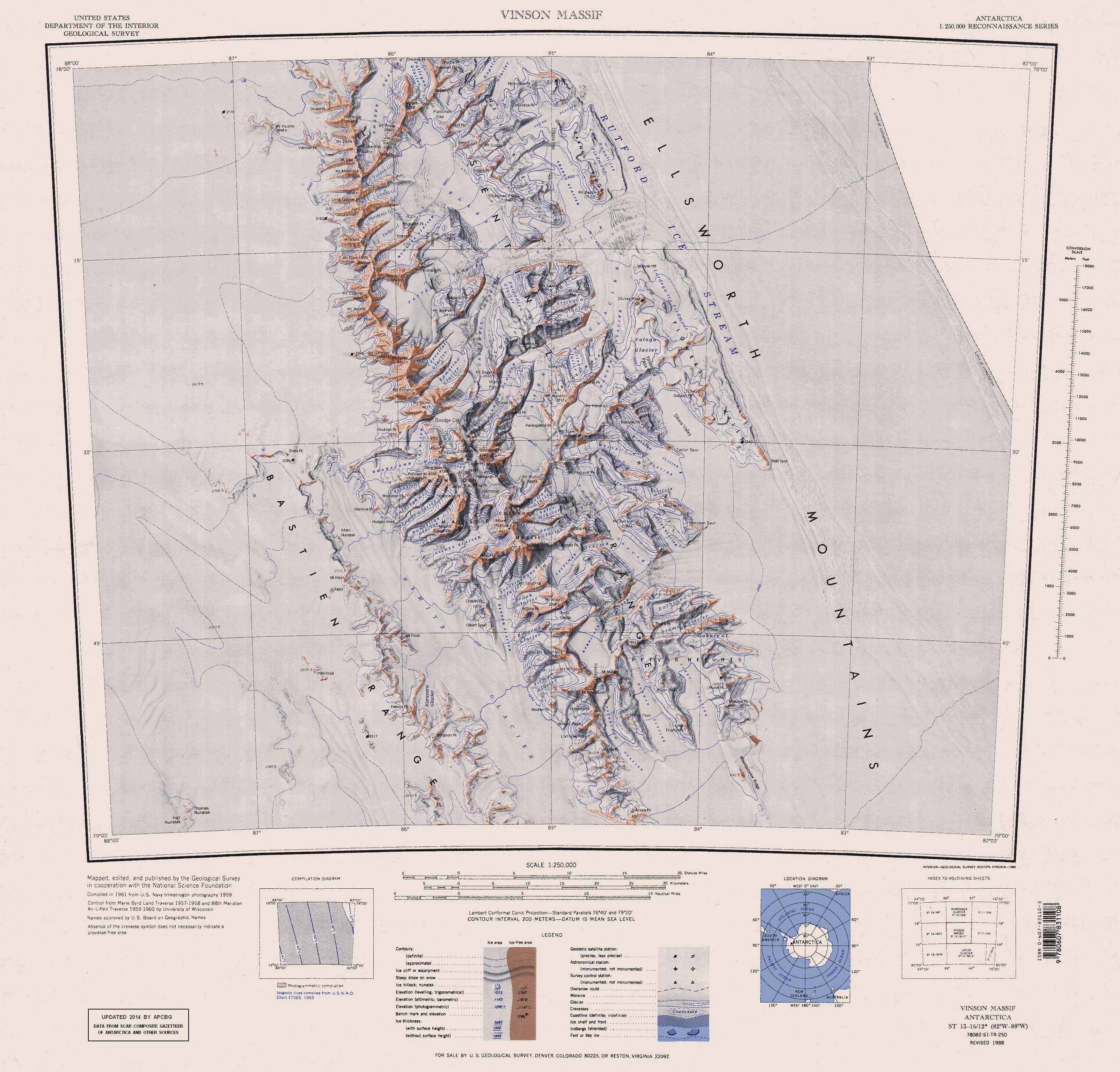
Mapa de la cordillera Sentinel y la Corriente de Hielo Rutford.

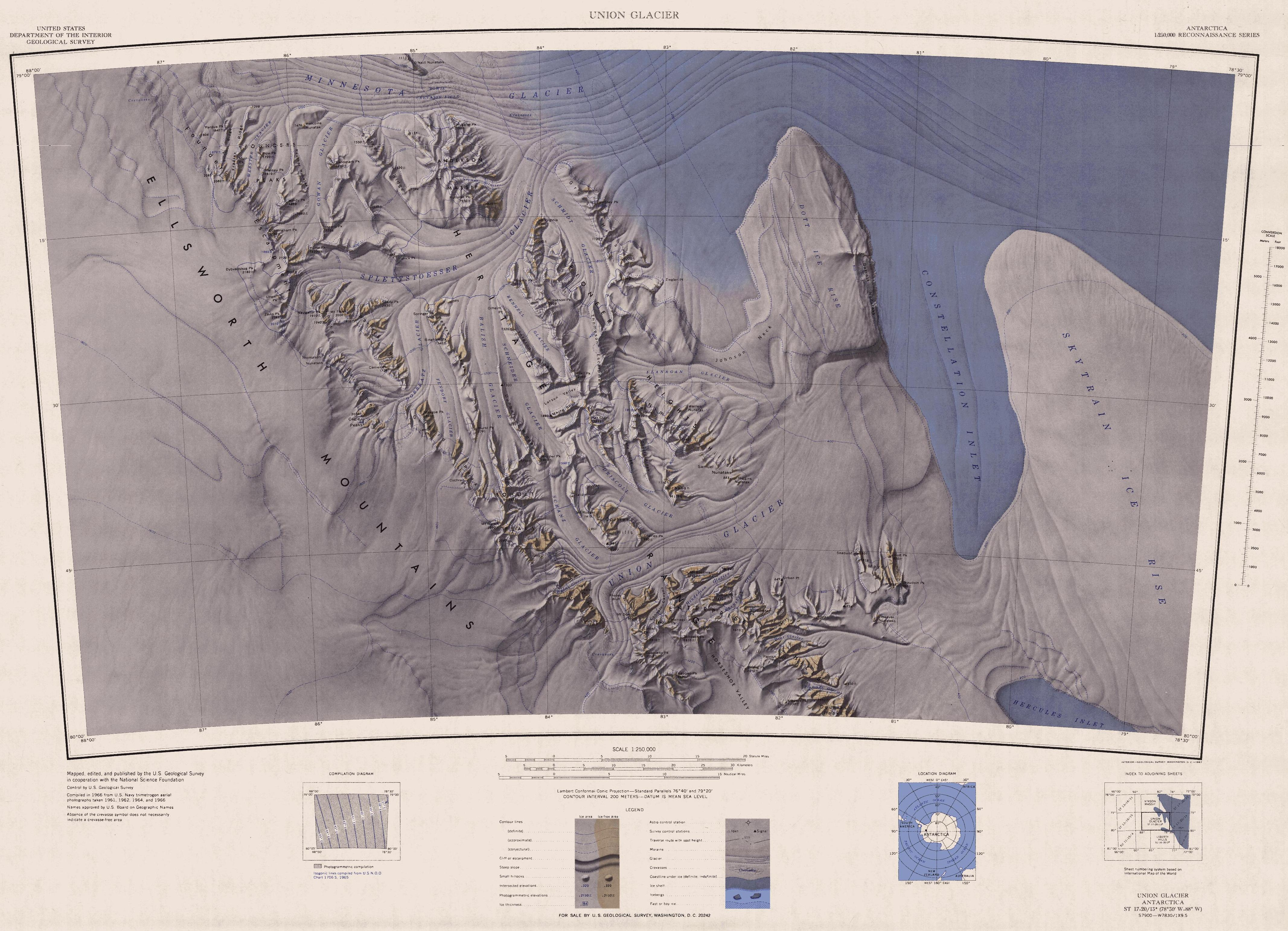
Mapa de la cordillera Heritage y la corriente de hielo Rutford inferior.

La Corriente de hielo Rutford es una importante corriente de hielo antártico, de aproximadamente 180 millas de largo y más de 15 millas de ancho, que fluye hacia el sureste entre la Cordillera Sentinel, los Montes Ellsworth y la elevación de hielo de Fletcher, en la parte del sudoeste de la Barrera de hielo Filchner-Ronne. Nombrado por US-ACAN en honor al geólogo Robert Hoxie Rutford, miembro de varias expediciones de la USARP a la Antártida; Líder del Partido político Montañas Ellsworth en la Universidad de Minnesota entre el 1963 al 1964. Rutford también fue el director de la División de Programas Polares de la Fundación Nacional para la Ciencia entre 1975 y 1977.
La corriente de hielo se sitúa en un canal profundo que es una característica tectónica entre las montañas de Ellsworth y la elevación de hielo de Fletcher. Debido a esto la posición de la corriente de hielo ha sido estable durante probablemente millones de años. El lecho de la corriente de hielo alcanza los 2000 m bajo el nivel del mar. Por lo tanto, entre el lecho de la corriente del hielo y la altura de las montañas de Ellsworth hay un relieve terrestre vertical de 7 kilómetros sobre una distancia de solamente 40 kilómetros. En el extremo superior (al interior) de la corriente de hielo, el espesor del hielo alcanza los 3100 m hasta los 2300 m en la depresión. La velocidad de flujo alcanza un máximo de alrededor de 400 metros por año alrededor de 40 km tierra adentro, donde, la corriente de hielo se encuentra con la elevación de hielo de Fletcher y comienza a flotar en el mar.
La velocidad de la corriente de hielo de Rutford varía en hasta un 20% cada dos semanas, en respuesta a las variaciones de las mareas.

## Glaciares de afluente
- Glaciar Yamen
- Glaciar Vicha
- Glaciar Newcomer
- Glaciar de Piedmonte Vit
- Glaciar Embree
- Glaciar Young
- Glaciar de Piedmonte Ranuli
- Glaciar Ellen
- Glaciar de Piedmonte Lardeya
- Glaciar Guerrero
- Glaciar Hough
- Glaciar Remington
- Glaciar Thomas
- Glaciar Razboyna
- Glaciar Drama
- Glaciar Gabare
- Glaciar Divdyadovo
- Glaciar Minnesota
- Glaciar Unión